# Interferão beta-1a
Interferão beta-1a (também designado interferão beta-1-alfa ou beta-interferona 1a) é um fármaco da família dos interferões usado no tratamento de esclerose múltipla. É produzido nas células de mamíferos, enquanto que o interferão beta-1b é produzido em E. coli modificadas. Os interferões demonstraram conseguir uma redução de 18 a 38 % na taxa de recidivas de EM. Não existe atualmente cura para a EM. Um tratamento à base de interferões pode atrasar sua a progressão, embora isto seja altamente controverso.